# Speyeria diana
Espèce
Speyeria diana est une espèce nord-américaine de lépidoptères de la famille des Nymphalidae et de la sous-famille des Heliconiinae. 

## Dénomination
Speyeria diana a été nommé par Cramer en 1777.
Synonymes : Papilio diana Drury, [1777].

### Noms vernaculaires
Speyeria diana se nomme Diana en anglais.

## Description
C'est un grand papillon d'une envergure de 87 à 113 mm, et  présente un dimorphisme sexuel : le mâle est de couleur marron à large bordure orange alors que la femelle est noire avec les postérieures marquées de bleu.
Le revers des antérieures chez le mâle est marron à large bordure orange alors que les postérieures sont orange ornées de  d'une ligne submarginale de chevrons blancs, chez la femelle le revers est brun marqué de bleu.

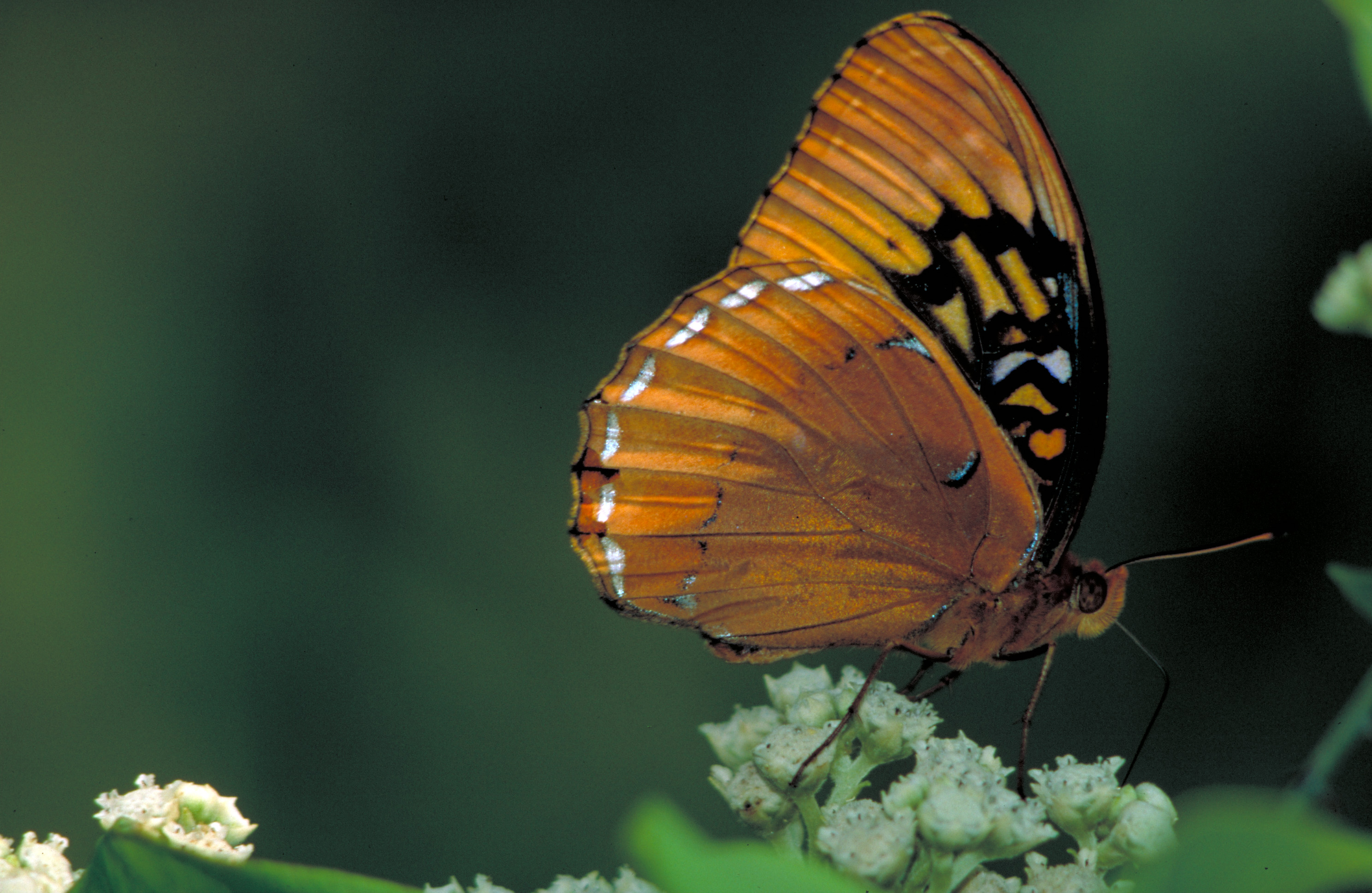
Revers du mâle.

## Biologie

### Période de vol et hivernation
Il vole en une génération à partir de juin.
Ce sont les jeunes chenilles qui hivernent.

### Plantes hôtes
Les plantes hôtes de ses chenilles sont des Viola.

## Écologie et distribution
Il est présent en Amérique du Nord, dans le sud-est des États-Unis, principalement dans les Appalaches en Caroline du Nord, Alabama et Arkansas,.

### Biotope
Il réside dans les champs, les prairies, les vallées et les zones de pâturage.

### Protection
Ce papillon est rare et ses populations doivent être protégées par protection de leur habitat.